# Tjanting

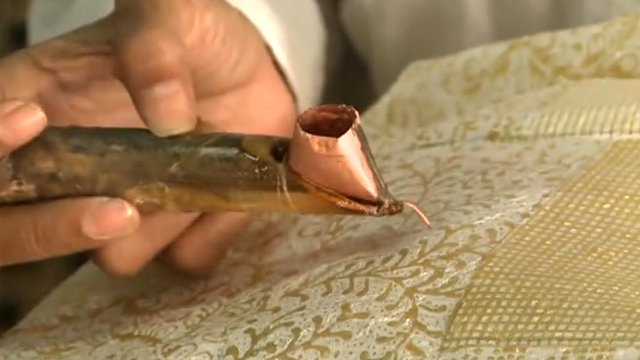
Tjanting

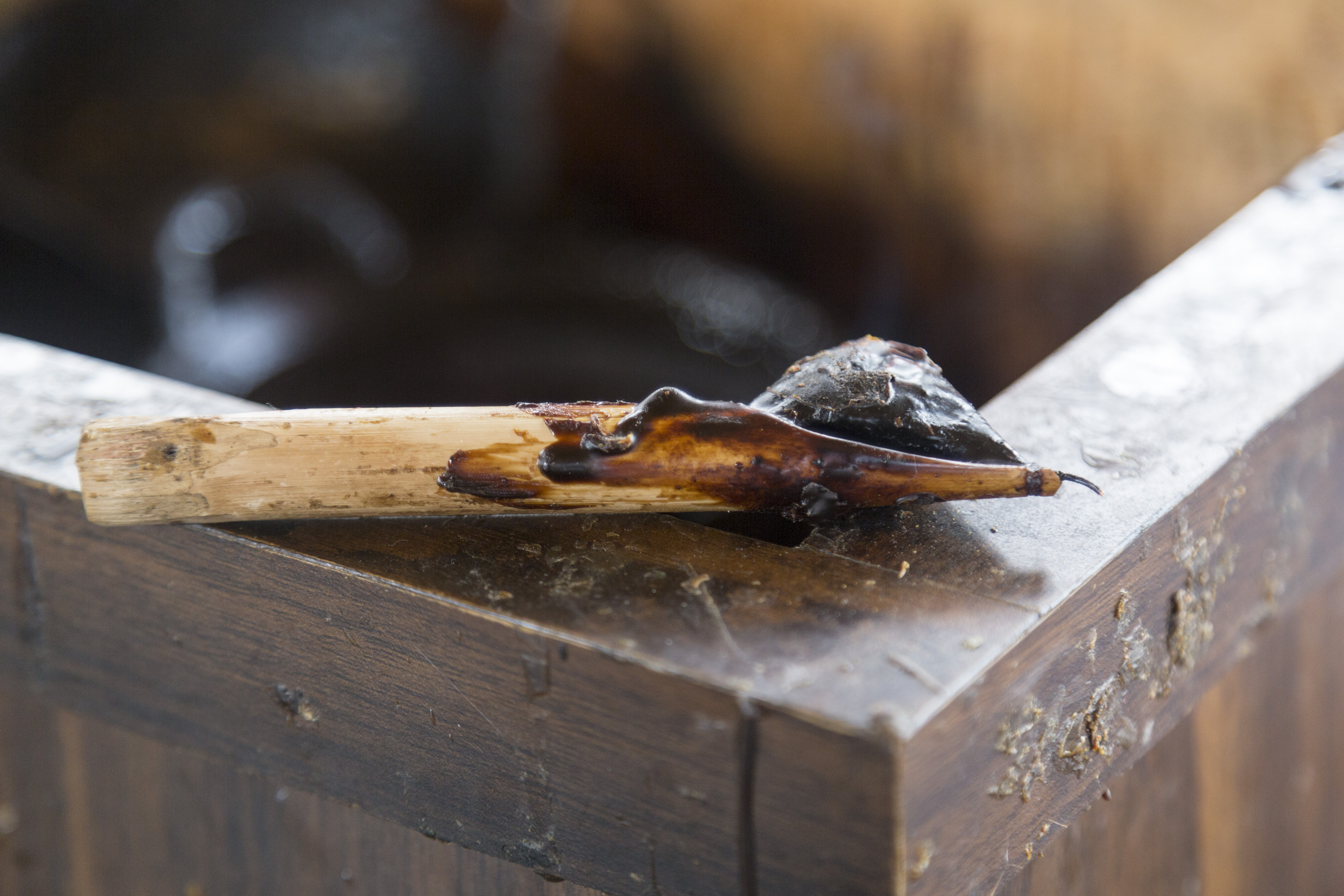
Tjanting

Ein Tjanting (andere Schreibweise: Canting) ist ein aus Indonesien stammendes Werkzeug, mit dem man Wachsmuster und Formen auf Stoff aufträgt.
An einem Stiel befindet sich ein kleines Metallgefäß aus Kupfer oder Messing, aus dem eine Tülle führt. Dieses Kännchen wird mit heißem flüssigen Wachs gefüllt, welches dann durch die Tülle kontinuierlich fließt oder tropft. Wie mit einem Füllfederhalter kann man mit der Tülle auf den Stoff schreiben oder zeichnen. Mit dem so aufgebrachten Wachs werden Flächen abgedeckt, die beim folgenden Färbegang keine Farbe annehmen. Diese Technik ist aufwändiger als manche andere Techniken des Batikfärbens.
Bei der traditionellen Batik-Textilfärbetechnik werden Muster und Verzierungen in Handarbeit mit flüssigem Wachs auf das Gewebe (Baumwolle, Leinen, Seide etc.) mit Tjanting aufgezeichnet und somit abgedeckt. Bei dem darauf folgenden Färben des Stoffes im Farbbad werden sie nicht durchspült, ihre ursprünglichen Farben werden dadurch beibehalten.
Vereinzelte Künstler stellen ihre Tjantings in Handarbeit selbst her. Heute gibt es auch elektrisch betriebene Tjantings, die nach demselben Prinzip funktionieren und das Wachs auf einer konstanten Temperatur halten.